# Émile Dusart (architecte)
Pour les articles homonymes, voir Dusart.
Émile Dusart (prononcé [dysaʁ]), né le 11 mai 1827 à Valenciennes et décédé dans la même ville le 6 février 1900, est un architecte et professeur à l’école des Beaux-Arts de Valenciennes.

## Biographie
Émile Louis Dusart est le fils d’Éloi Dusart (1796-1875), boulanger à Valenciennes, et de Marie Wallon (1788-1866). Il suit les enseignements de Jean-Baptiste Bernard aux Académies de Valenciennes. Il travaille brièvement à l’atelier d’Hippolyte Le Bas à Paris.
Il travaille à Valenciennes avec Jean Baptiste Bernard et Louis Dutouquet. Il est ensuite architecte de la ville de Valenciennes, puis professeur d’architecture de 1866 à 1896 à l’École des beaux-arts de la ville en remplacement de Casimir-Joseph Pétiaux. Il a pour élèves : Henri Sirot, Laurent Fortier, Edmond Lemaire, Pierre-Victor Dautel, Henri Armbruster et son fils Paul Dusart qui le remplace comme professeur d’architecture en 1896.
Il travaille sur de nombreux bâtiments de Valenciennes dont l’Hôtel de ville avec Jules Batigny. Il réalise le monument à Henri Lemaire et la Colonne de la Croix–Rouge, au cimetière Saint–Roch de Valenciennes et la fontaine Watteau avec le sculpteur Jean-Baptiste Carpeaux. Il construit la mairie de Fresnes-sur-Escaut inaugurée en 1899.
Il meurt le 6 février 1900 dans sa ville natale de Valenciennes et est inhumé au cimetière Saint-Roch de ladite ville.

## Vie privée
Émile Dusart épouse le 29 décembre 1851 à Valenciennes Odile Laurent. De cette union naissent 8 enfants, dont Paul Dusart (1865-1933), également architecte de la ville de Valenciennes et premier Second grand prix de Rome (1893).
Il est le cousin germain de Henri Wallon (1812-1904), sénateur, député, ministre, membre de l'Institut, écrivain, commandeur de la Légion d'honneur. Il est le beau-père d'Edmond Lemaire (1853-1917), architecte.

## Décoration
- Officier d'académie (12 octobre 1884)[1].